# Saint-Pierre-la-Noaille
Saint-Pierre-la-Noaille è un comune francese di 375 abitanti situato nel dipartimento della Loira della regione dell'Alvernia-Rodano-Alpi.

## Società

### Evoluzione demografica
Abitanti censiti